# 膣分泌液
膣分泌液（ちつぶんぴつえき、英: Vaginal discharge）は、女性の膣壁から膣を保護するために分泌される無色透明又は白濁した粘性のある液体である。膣液（ちつえき）、愛液（あいえき）ともいう。
ちなみに「白いヨーグルト状」である場合はおりものであり、腟分泌液の場合は無色透明から白濁まであり、乾けばカサカサになる。外陰部等を触れられた場合、前戯不足や望まぬ性交（レイプなど）の際も含む性交の可能性を脳が感知すると繊細な内臓である膣を摩擦や傷害から守るために自動防御として分泌される。更に、女性器が少し膨らんでいることが確認できる。
平常時でも一定量は分泌され、膣の粘膜を湿潤に保ち、膣の自浄作用を担っているが、膣性交時には腟内を保護する潤滑剤の役割も担っている。子宮頸部から分泌され、膣口から排出され膣分泌液（および女性内性器由来のその他の粘液）、特に排卵期に多くなる分泌物は下り物（おりもの）と呼ばれる。ウィリアム・ハウエル・マスターズ（William Howell Masters、1915.12.27 – 2001.02.16）により他の分泌物とは別に独立して分泌されていることが確認された。女性器からの分泌液は、膣分泌液に他の分泌物も混ざり合っている。

## 成分
膣分泌液の主成分は血漿だとされ、水分、ピリジン、スクワレン、尿素、酢酸、乳酸、アルコール、グリコール、ケトン、およびアルデヒドを含んでいる。液は通常黄色濁で、 粘度、手ざわり、などは性的興奮、月経周期、病気の有無、食事などで変化する。
pHは通常3.8-4.5の弱酸性であり、特定の性感染症によってより酸性に変化する。なお、男性の精液のpHは通常7.2-8.0である。
また、アルカリ性寄りの精液が子宮に届きやすくする役割があり、より妊娠しやすくする働きがある。そのため、たくさん出るほど妊娠しやすいとも言われている。
多くの場合、バルトリン腺液やスキーン腺液、子宮頚管粘液などの分泌物と交じり合う。子宮頚管粘液は、その名の通り粘度があり、色は白色で、排卵日前後にはさらに粘度が強くなることが知られている。　　　　　　　　　　

## 膣分泌液の変化
糖尿病、妊娠、授乳期、更年期、加齢、病気などの生活上の出来事や体調などで変化するほか、市販の抗ヒスタミン薬など特定の薬の使用でも、膣分泌液が抑制される場合がある。また、抗コリン性がある薬や交感神経興奮薬は、膣粘膜が乾く効果がある。 そのような成分は、アレルギー、心臓血管障害、精神疾患など、さまざまな病状のための治療薬に含まれている。

## 病気の媒介
セーフセックス教育者は、ヒト免疫不全ウイルス（HIV）を含む性感染症に感染している女性の膣分泌液が病気を移す場合があることを警告している。陰茎と膣による性交のみならず、膣分泌液に直接触れるのは避けたほうがよいとされる。

## 人工的な潤滑
分泌が不十分なまま、または体質に起因して分泌量が少ないまま性交すると挿入が困難になったり、不快感や痛みを伴う場合がある。人工の潤滑剤などを使用すると、膣口および陰茎の不快感や痛みを防ぐことができる。
膣坐薬の潤滑剤は性交渉の前に挿入する必要がある。オイルベースのローションは、ラテックス製コンドームを脆くし、避妊や性感染症防止の有効性を弱める。よって水やシリコンベースのローションが主に使用される。膣内に入ったローションは自然と排出されるが、できるだけ愛液代替の膣内潤滑剤を使用した方がよい。